# Коэлью, Умберту
Умбе́рту Мануэ́л Же́зуш Коэ́лью (порт. Humberto Manuel Jesus Coelho; род. 20 апреля 1950) — португальский футболист и тренер.
Профессиональную карьеру начал в «Бенфике», в которой и закончил выступления. Тренерскую карьеру начал в 1985 году, возглавлял ряд национальных сборных, в том числе и Португалию. Коэлью провёл более 60 матчей за национальную сборную, однако не участвовал ни в одном крупном турнире.

## Биография

### Клубная карьера
В 1968 году дебютировал за основной состав «Бенфики». В 1975 году перешёл во французский «Пари Сен-Жермен», в котором провёл 2 сезона. Впоследствии, Коэлью возвращается в «Бенфику» способствует её удачным выступлениям в чемпионате и Кубке Португалии. В 1984 году Умберту Коэлью завершил профессиональную карьеру футболиста, проведя более 360 официальных матчей за «Бенфику» и забив 50 мячей.

### Международная карьера
В национальной сборной Умберту Коэлью дебютировал 27 октября 1968 года в матче против сборной Румынии (3:0) в рамках отборочного цикла чемпионата мира 1970. Последний матч за сборную провёл в возрасте 33-х лет против сборной СССР, в рамках отборочного турнира к чемпионату Европы 1984. На чемпионате Европы 1984 Коэлью помешала сыграть тяжёлая травма.

### Тренерская карьера
После руководства португальскими клубами «Брага» и «Салгейруш», в 1997 году Коэлью был приглашён на должность главного тренера сборной Португалии. Несмотря на бронзовые медали чемпионата Европы 2000, контракт с Коэлью не был продлён. Тренировал также сборные Марокко, Южной Кореи и Туниса. После увольнения из сборной Туниса работал в Португальской федерации футбола.

## Достижения

### Командные
- Чемпион Португалии: 1968/69, 1970/71, 1971/72, 1972/73, 1974/75, 1980/81, 1982/83, 1983/84
- Обладатель Кубка Португалии: 1968/69, 1969/70, 1971/72, 1979/80, 1980/81, 1982/83, 1984/85
- Обладатель Суперкубка Португалии: 1980

### Личные
- Футболист года в Португалии: 1974